# Сільськогосподарське використання земель

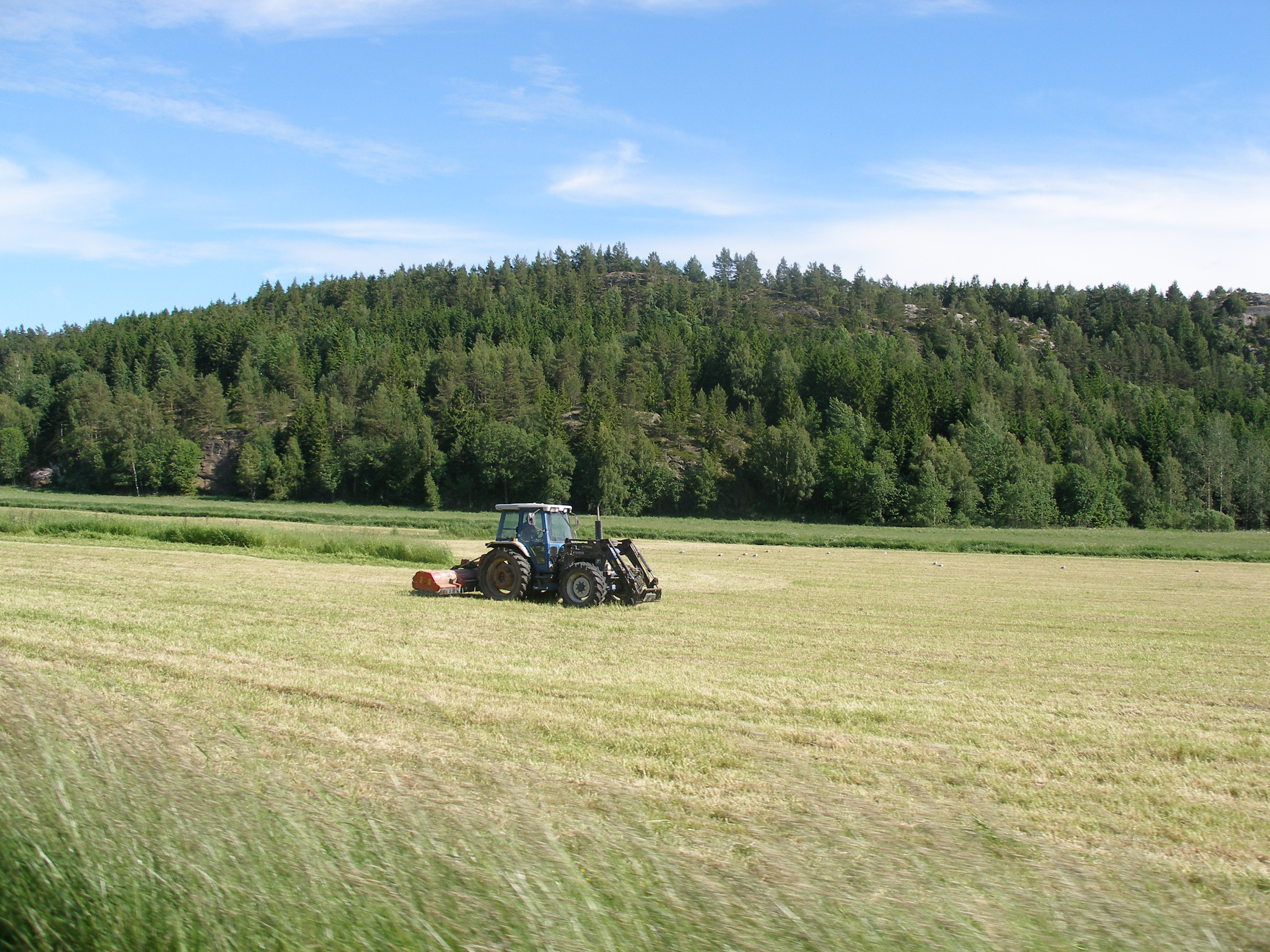
Обробка ріллі трактором (Швеція)

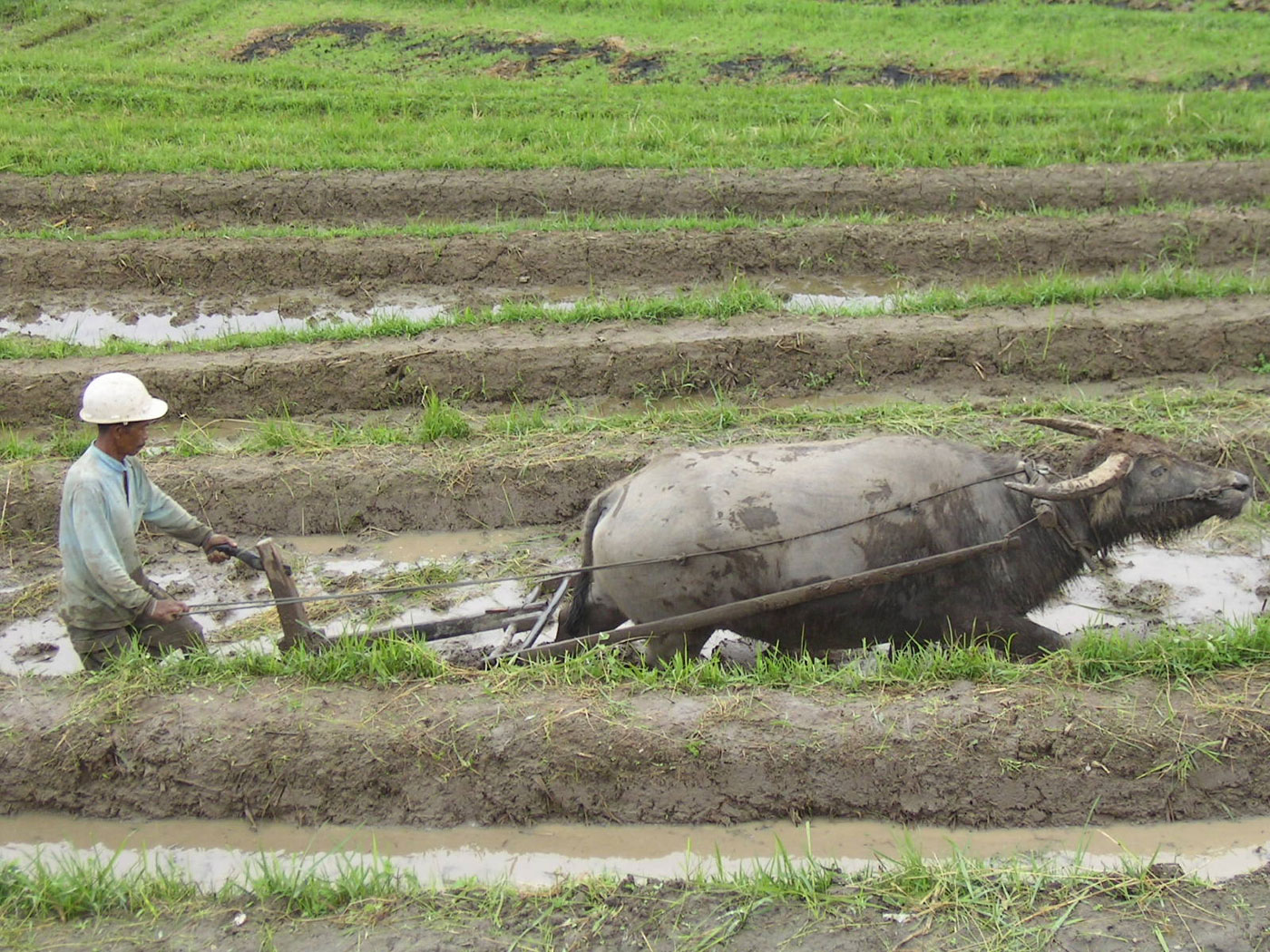
Обробка ріллі за допомогою худоби (Індонезія)

Сільськогосподарське використання земель можна розглядати як один з найдавніших напрямків геологічної діяльності людини, масштаби якої за площею зараз ймовірно найбільші. Вона, як правило, супроводжується знищенням або різким скороченням природного рослинного покриву, в тому числі, ліквідацією лісів. Розорювання земель є причиною активізації вітрової та водної ерозії.Агрохімічні заходи, що включають використання добрив і пестицидів, а також дренажні, меліоративні, іригаційні роботи, суттєво впливають на режим і склад підземних вод, в тому числі їх чистоту. Гідротехнічна меліорація (осушення або зрошення земель) може стати причиною засолення ґрунтів. Як правило, в результаті такої діяльності можуть ліквідуватися деякі екосистеми (заболочені ділянки та ін.), що порушує не тільки мікроклімат, але і загальну природну рівновагу в районі.